# Stare decisis
Stare decisis (englische Aussprache: [ˈsteɪriː dəˈsiːsɪs] oder [ˈstɛəriː dɪˈsaɪsɪs]), von Lateinisch stare decisis et non quieta movere, wörtlich für „beim Entschiedenen stehen und das Ruhende nicht bewegen“, bezeichnet im Common Law eine besondere Bindungswirkung von Präjudizien. Dort darf ein Gericht ein früheres Präzedenzurteil nur dann umstoßen, wenn signifikante Unterschiede der zu beurteilenden Sachverhalte vorliegen (doctrine of precedent). Ausnahmen werden allerdings gemacht, wenn ein Präjudiz eindeutig als falsch angesehen wird (z. B. Plessy v. Ferguson, das durch Brown v. Board of Education de facto aufgehoben wurde, und Roe v. Wade, das durch Dobbs v. Jackson Women’s Health Organization aufgehoben wurde).
Im kontinentaleuropäischen Prozessrecht gibt es diese Bindung an frühere Entscheidungen so nicht, weil hier die Gesetzgebung eine wesentlich größere Rolle für die richterliche Rechtsfindung spielt als die Rechtsprechung. Nach dem deutschen Richtergesetz ist der Richter unabhängig und nur dem Gesetz unterworfen (§ 25 DRiG).

## Umfang der Bindungswirkung
Bindende Präjudizien gab es in England seit dem Mittelalter; allerdings gab es erst seit dem 19. Jahrhundert geschriebene Urteilssammlungen, die eine konsequente Anwendung des Stare-decisis-Prinzips ermöglichten.
Das englische Common Law hatte oder verlangte aus einer Reihe von rechtlichen und pragmatischen Gründen nicht die Doktrin der stare decisis:
- Während der Gründungsperiode des Common Law bildeten die königlichen Gerichte nur eines von vielen Foren, in denen die Engländer ihre Streitigkeiten beilegen konnten. Die königlichen Gerichte standen neben und in Konkurrenz zu kirchlichen, herrschaftlichen, städtischen, kaufmännischen und örtlichen Gerichten.
- Königliche Gerichte waren nicht in einer Hierarchie organisiert; Stattdessen standen verschiedene königliche Gerichte (exchequer, common pleas, king's bench, sowie chancery) nebeneinander.
- Das materielle Recht in fast allen Angelegenheiten wurde weder gesetzlich geregelt noch kodifiziert, so dass die Gerichte die Gesetzgebung nicht mehr auslegen müssen.
- Die Hauptmerkmale und Schwerpunkte des Gewohnheitsrechts waren nicht das Gewohnheitsrecht, sondern das Verfahrensrecht.
- Die Praxis, frühere Fälle zu zitieren, bestand nicht darin, verbindliche gesetzliche Regeln zu finden, sondern diese als Beweis für das Gewohnheitsrecht zu dokumentieren.
- Das Gewohnheitsrecht war kein rationales und kohärentes Regelwerk und erforderte kein System verbindlicher Präzedenzfälle.
- Vor der weitreichenden Einführung des Buchdrucks war die schriftliche Aufzeichnung von Fällen und spätere Verbreitung undurchführbar.

Seit einer Entscheidung des britischen Oberhauses aus dem Jahr 1898 erstreckte sich die Gebundenheit auf die Gesamtheit der tragenden Entscheidungsgründe (ratio decidendi), nicht aber auf bloße obiter dicta oder abweichende Meinungen einzelner Richter (dissenting votes).
Die Bindungswirkung der Entscheidungen des Oberhauses galt nicht nur für die ihm im Instanzenzug untergeordneten Gerichte (vertikales stare decisis), sondern auch für das Haus selbst (horizontales stare decisis).
Die Bindung des Oberhauses an seine Präzedenzien verlieh der englischen Rechtsprechung zwar eine besondere Rechtssicherheit, im Laufe der Zeit aber auch eine in anderen Ländern unbekannte Starrheit. Eine richterliche Rechtsfortbildung kam nur bei einer Gesetzesänderung in Betracht.
Mit Beschluss vom 26. Juli 1966 gab das Oberhaus diese selbst gesetzten Grenzen nach fortwährender Kritik schließlich auf. Der Grundsatz des stare decisis wurde zwar nicht abgeschafft, aber für den Bereich des Oberhauses dahin eingeschränkt, dass das Haus zwar im Regelfall an seine Präzedenzentscheidungen gebunden sein soll, in Sonderfällen aber von ihnen abweichen kann (when it appears right to do so).
Auch der US-amerikanische Supreme Court erkennt eine nur eingeschränkte Bindungswirkung, von der im Einzelfall abgewichen werden kann, für die US-amerikanischen Gerichte an.